# Ladislav z Boskovic
Ladislav Velen z Boskovic (1455–1520 Letovice) byl moravský šlechtic z rodu pánů z Boskovic.

## Život

Erb Boskovických

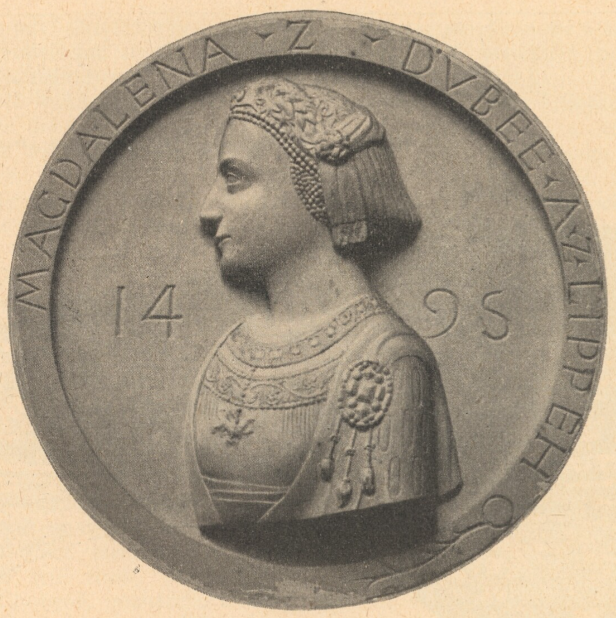
Podobizna Ladislavovy manželky Magdaleny Berkové z Dubé a z Lipé na zdi zámku v Moravské Třebové (detail, 1927)

Jeho otcem byl Václav z Boskovic, zvaný též Vaněk, matkou byla Kunka z Kravař a ze Strážnice. První písemná zmínka o Ladislavovi pochází z roku 1455. Ladislav byl velice vzdělaný muž, na jehož výchově měl podíl jeho strýc, olomoucký biskup Tas z Boskovic. Ladislav studoval na univerzitách v Itálii, kde se seznámil s uměním i s klasickou literaturou. Vydal se na duchovní dráhu, současně však psal knihy a básně. V roce 1480 se stal kanovníkem v Olomouci. Po násilné smrti svého bratra Jaroslava z Boskovic byl na svoji žádost propuštěn z kněžského stavu a ujal se správy rodového majetku.
V roce 1490 koupil Ladislav od Jana Heralta z Kunštátu hrad a město Moravskou Třebovou s okolními vesnicemi a uváděl se též s přídomkem "Třebovský". Hrad v Moravské Třebové, kterou do konce století renesančně přestavěl, se postupně stávala jeho hlavním sídlem, kam začal soustřeďovat své sbírky a kde založil rozsáhlou knihovnu. V roce 1496 se stal nejvyšší komorníkem českého krále Vladislava II. Jagellonského. Jako významný šlechtic začal rozmnožovat své majetky. Od své matky Kunky z Kravař získal tvrz a městečko Židlochovice. Roku 1506 koupil polovinu Letovic a o rok později koupil od svých příbuzných hrad Cimburk s Městečkem Trnávkou a několika okolními vesnicemi. Od krále Vladislava získal hrad Úsov se stejnojmenným městečkem a Litovel. Od Mikuláše Trčky z Lípy koupil zbořené hrady Brníčko a Hoštejn s příslušnými vesnicemi a vyměnil hrad Zábřeh s městem za Svojanov. Ladislav z Boskovic patřil k předním humanistům své doby, jednalo se též o nábožensky tolerantního člověka.
Se svou ženou Magdalenou Berkovou z Dubé a z Lipé měl dvě děti: Kryštofa z Boskovic a Elišku z Boskovic.
Ladislav z Boskovic zemřel na zámku v Letovicích "druhou neděli po sv. Janu Křtiteli" roku 1520.